# センテニアル・オリンピックスタジアム
座標: 北緯33度44分08秒 西経84度23分22秒 / 北緯33.73556度 西経84.38944度
センテニアル・オリンピックスタジアム（Centennial Olympic Stadium）は、かつてアメリカのジョージア州アトランタにあった陸上競技場である。収容人数は85,000人だった。

## 解説
アトランタオリンピック開催のため1993年に着工、1996年7月に行われた開会式を前に竣工した。五輪では開会式と陸上競技、閉会式が行われた 。建設当初から大会終了後に野球場として改築がされることが決まっていたため、スタジアムの観客席などは変則的な形状になっていた。
陸上競技でのドノバン・ベイリーの100メートル世界新記録、マイケル・ジョンソンの200メートルの世界新記録と400メートルの2冠達成やマリー・ジョゼ・ペレクの2冠達成、カール・ルイスの走り幅跳びの金メダルなど、感動を呼んだ。
パラリンピック閉幕後、アトランタ・ブレーブスの本拠地とするために陸上競技用のトラックとフィールド、観客席の北半分を撤去し新たに外野席やスコアボードなどを建設して、1997年シーズンにターナー・フィールドとして生まれ変わった。アトランタ・ブレーブスは2016年までこの球場を使用していたが、2017年からアトランタ郊外に新たに建設されたトゥルーイスト・パークに移転した。ターナー・フィールドはジョージア州立大学に譲渡され、フットボール球技場に改装された（名称もジョージア・ステート・スタジアムに変更されている）。隣接していたアトランタ・フルトン・カウンティ・スタジアムは爆破解体され、駐車場となっている。